# 静岡サッカー熱血応援番組 ヒデとキトーのFooTALK!
『静岡サッカー熱血応援番組 ヒデとキトーのFooTALK!』（しずおかサッカーおうえんばんぐみ ヒデとキトーのフットーク!）は、2022年3月29日から静岡放送（SBSラジオ）で毎週火曜19:00 - 21:00に生放送されているラジオ番組。

## 概要
2019年から2022年にかけて放送された『まだ帰りたくない大人たちへ チョコレートナナナナイト!』の後番組である。
「サッカー王国」と呼ばれていた静岡県の復権をテーマにしたサッカーがメインのバラエティ番組で、静岡県内のJリーグクラブ（清水エスパルス、ジュビロ磐田、藤枝MYFC、アスルクラロ沼津）や高校サッカーなどを中心とした静岡県のサッカーの情報をお送りするトークバラエティ番組である。

## 出演者
- ヒデ（ペナルティ）
- 鬼頭里枝（フリーアナウンサー、元・SBSアナウンサー）